# Purcham (ort i Iran)
Purcham (persiska: مامالان, ماهمَلانلو, نَرچَم, پَرچَم, Māmālān) är en ort i Iran.   Den ligger i provinsen Zanjan, i den nordvästra delen av landet, 250 km nordväst om huvudstaden Teheran. Purcham ligger 365 meter över havet och antalet invånare är 429.
Terrängen runt Purcham är varierad.Runt Purcham är det ganska glesbefolkat, med 30 invånare per kvadratkilometer. Närmaste större samhälle är Āb Bar, 10,8 km norr om Purcham. Trakten runt Purcham består i huvudsak av gräsmarker.